# Mokxa (hinduisme)
Mokxa (en sànscrit मोक्ष mokṣa o मुक्ति mukti, "realització", de l'arrel muc, "deixar anar", "abandonar") és un concepte filosòfic-espiritual de l'àmbit del pensament de l'Índia que fa referència a l'estat d'alliberació individual del cicle del samsara (cicle de mort i renaixença). En el budisme el concepte d'alliberament s'anomena nirvana. Se'l defineix com "la major felicitat" i és l'objectiu de la via budista.

## Nota
1. ↑  Referència de la transcripció catalanitzada: Marta Granés